# Maison du Pilori
La maison du Pilori est un édifice situé dans la ville de Joigny, dans l'Yonne en région Bourgogne-Franche-Comté.

## Histoire
Le siècle de la campagne de construction est le XVIe siècle.
La Maison du Pilori, datant du XVIe siècle, est la maison à pans de bois la plus richement décorée de la ville. Sa façade est ornée de céramiques aux couleurs vives – carreaux émaillés verts, bleus et jaunes – ainsi que de piliers sculptés représentant Saint François d'Assise, Saint Martin et Saint Jean-Baptiste. Elle a été restaurée en 1970.
La façade en pans de bois du XVIe siècle est classée au titre des monuments historiques par arrêté du 9 août 1924.